# Kleine kristalslak
De kleine kristalslak (Vitrea contracta) is een slakkensoort uit de familie van de Pristilomatidae. De wetenschappelijke naam van de soort werd in 1871 voor het eerst geldig gepubliceerd door Carl Agardh Westerlund.

## Kenmerken
De rechts opgerolde, vrij kleine schelp is sterk afgeplat-conisch, bijna schijfvormig. Wanneer volwassen is het huisje 1,8 tot 3,0 (meestal ongeveer 2 mm) breed (diameter) en 1,0 tot 1,4 mm hoog. In het zijaanzicht is de naad slechts licht verhoogd. Er zijn 4 tot 5 windingen aanwezig, die langzaam en regelmatig toenemen. De laatste winding is relatief smal. Van bovenaf gezien, neemt het slechts ongeveer 1,4 tot 1,6 keer de vorige winding in beslag. De bovenzijde van de windingen is plat gebogen waardoor ook de naden zeer vlak zijn. De omtrek is goed afgerond, de onderkant is relatief vlak. De mond zou in volledige omtrek afgeplat-elliptisch zijn, schuin-halvemaanvormig vanwege de diepe snede van de vorige winding. De mondrand is recht en taps toelopend, niet verdikt door een lip. De navel is diep en breed, verwijdend met de laatste winding. Alle windingen zijn zichtbaar in de navel.
De opperhuid van het slakkenhuisje is kleurloos en doorschijnend tot licht melkachtig. Het oppervlak is erg glanzend. Er zijn zeer fijne, onregelmatige groeilijnen en een suggestie van spiraalvormige lijnen.

### Vergelijkbare soorten
Het huisje van de kleine kristalslak is iets minder dik (hoog) dan dat van de grote kristalslak (Vitrea crystallina), en gemiddeld iets kleiner. De laatste winding is smaller en de onderkant platter. De navel is iets breder en niet excentriek. De mondrand niet verdikt. In tegenstelling tot de gewone kristalslak geeft de kleine kristalslak de voorkeur aan wat drogere en kalkhoudende biotopen. Het verdraagt echter ook wat nattere leefgebieden. Daarom komen beide soorten soms samen voor. Vitrea diaphana en Vitrea subrimata verschillen door de gesloten of bijna gesloten navel.

## Geografische spreiding en leefgebied
Het verspreidingsgebied strekt zich uit over grote delen van West-, Midden- en Zuid-Europa. In het noorden strekt het zich uit tot Zuid-Scandinavië en het kustgebied van Zuid-Finland. In het oosten naar de Baltische staten, Wit-Rusland, West-Rusland en West-Oekraïne. Het is afwezig in het grootste deel van Midden- en Noord-Scandinavië, maar wordt gevonden in IJsland. De soort komt ook voor op Madeira en de Azoren. In het oosten strekt de verspreiding zich uit tot Klein-Azië, de Kaukasus, het Nabije Oosten (Israël) en Cyprus. In het zuiden strekt het verspreidingsgebied zich uit tot Noord-Afrika. De soort is ook wijdverbreid in Duitsland, maar meer lokaal dan de gewone kristalslak. In Zwitserland stijgt het tot 1400 meter, in Bulgarije tot 1600 meter boven de zeespiegel. De soort is ook antropogeen geïntroduceerd in andere delen van de wereld, bijvoorbeeld naar Brits-Columbia en Washington.
De dieren leven heel verscholen in het strooisel, in losse grond, aan de voet van rotsen of tussen puin, op weilanden met puin, bossen met stenen en puin, maar ook in koele kloven en moerassige elzengroeven, zelfs in holen en spleten. In beschermde biotopen blijven ze ook in de winter actief. De soort komt voor in vochtige tot droge leefgebieden op kalkrijke bodems.